# Ron Chernow

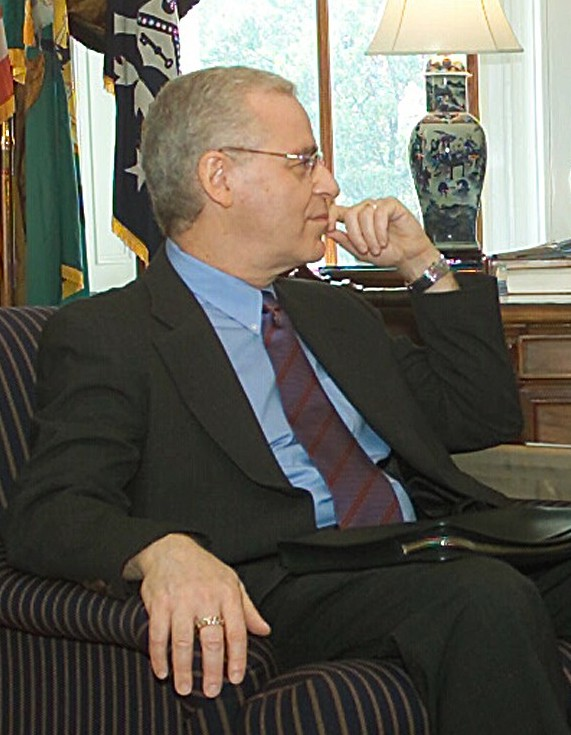
Ron Chernow (2004)

Ronald S. Chernow (* 3. März 1949 in Brooklyn, New York City) ist ein US-amerikanischer Journalist und Biograf.

## Leben
Sein Vater war Kaufmann und seine Mutter Buchhalterin. Ronald wurde in Brooklyn geboren. Nach eigener Darstellung ist er kein strenger Vertreter seines jüdischen Glaubens. 1966 schloss Ronald Chernow die Highschool ab. Anschließend studierte Englische Literatur in Yale und in Cambridge (England). Nach seinem Abschluss (summa cum laude) 1970 begann er ein PhD-Studium, das er jedoch nicht beendete. Von 1973 bis 1982 arbeitete er als freier Journalist für Zeitungen und Zeitschriften.
Ab Anfang der 1980er arbeitete er für die Denkfabrik The Century Foundation und leitete dort das Ressort der Finanzpolitischen Studien. Von diesem Ausgangspunkt aus veröffentlichte er mit seinen ersten beiden Büchern The House of Morgan: An American Banking Dynasty and the Rise of Modern Finance (1990) und The Warburgs (1993) sowie seiner 1997 erschienenen Essaysammlung The Death of the Banker drei Werke über das Themengebiet Banken. Seine Biografie über die Dynastie des Bankiers J. P. Morgan wurde mit einem National Book Award ausgezeichnet und seine Chronik über die deutsch-jüdische Bankiersfamilie Warburg wurde in deutscher Sprache unter dem Titel Die Warburgs: Odyssee einer Familie veröffentlicht.
Seine 1998 veröffentlichte Biografie über John D. Rockefeller wurde von Time und der New York Times jeweils als eines der zehn besten Bücher des Jahres ausgezeichnet. Einen George Washington Book Prize erhielt er für seine 2004 erschienene gleichnamige Biografie über den Gründervater der Vereinigten Staaten, Alexander Hamilton (das Buch inspirierte Lin-Manuel Miranda zu seinem Erfolgsmusical Hamilton). Mit einem Pulitzer-Preis für die Beste Biografie erhielt er als Auszeichnung für seine Biografie über George Washington im Jahr 2011 den bisher bedeutendsten Buchpreis. Für 2015 erhielt er die National Humanities Medal. 2018 wurde er in die American Academy of Arts and Letters aufgenommen.
2011 unterzeichnete Chernow den Buchvertrag für eine Biografie über Ulysses S. Grant, die 2017 erschien.

## Werk
Chernows erstes veröffentlichtes Werk war The House of Morgan: An American Banking Dynasty and the Rise of Modern Finance, in dem er das Bankenhaus Morgan behandelte. Er teilt die Geschichte der Bank in drei Ären: Das Baronial Age von 1838 bis 1913, was die Lebenszeit von J. P. Morgan abdeckt; das Diplomatic Age von 1913 bis 1948, was die zwei Weltkriege, die Zwischenkriegszeit und den Aufbruch durch den Glass-Steagall Act deckt; und das Casino Age von 1948 bis 1989 (ein Jahr vor der Veröffentlichung des Buches), was in den drei aufgebrochenen Teilen vom Bankhaus ein Wachstum an Innovation und Aggressivität in den Firmenpolitiken zeigte. Den Leser fesselt Chernow mit dem Erzählen persönlicher Anekdoten, die laut Edwin J. Perkins das Buch einem Dokudrama ähneln lassen. Dies sei eine Qualität, die das Buch zu einer der interessantesten Beschreibungen des Bankenhauses machen würde.
Sein 1993 veröffentlichtes Werk The Warburgs behandelt die jüdische Bankerfamilie der Warburg. Ein Leitmotiv des Buches ist die „Liebe“ der deutschen Warburgs für ihr Heimatland Deutschland, was besonders in den Zeiten des Nationalsozialismus wichtig wurde. Auch hier behandelt Chernow deren persönliches Leben. Paul Delany sieht das Buch kritisch und bezeichnet es als verdächtig. Rafael Medoff sieht das Thema der Liebe zum Vaterland der Warburgs als so kompliziert an, dass nicht mal der erfahrene Biograf Chernow sie einfach entwirren kann. Michael Kahan hingegen sieht das Werk positiv und hebt besonders die Gründlichkeit der Forschung hervor.
Das letzte Buch von ihm über Banker (Stand: 2020) ist Titan: The Life of John D. Rockefeller über John D. Rockefeller, was 1998 veröffentlicht wurde. Chernow urteilt positiv über ihn: Er brachte Ordnung in die damalige Wirtschaft und war exzellenter Philanthrop. August W. Giebelhaus bezeichnet in seiner Doppelrezension von Titan und Jean Strouses Morgan: American Financier Titan als das neutralere. Auch die dunkle Seite von Rockefeller beleuchtete Chernow. Kenneth Warren urteilt in seinem Review positiv: Das Buch sei die gründlichste Erforschung von Rockefeller. William F. Shughart II sieht das Buch als meisterhaft.
Die erste politische Biografie von Ron Chernow Alexander Hamilton über Alexander Hamilton wurde 2004 nach einer Flut von Biografien über andere Gründerväter, von der Hamilton ausblieb, veröffentlicht. Andrew S. Trees urteilt, dass Chernow keine Reinterpretation noch eine Beschreibung Hamiltons Zeiten bietet, doch trotzdem das beste Porträt Hamiltons geschrieben hat. Naomi Caiden wertet die „meistervolle“ Biografie positiv. Walter Russell Mead sieht die Biografie als „originell“, „erleuchtend“ und „leicht zu verstehen“. Seine Erfahrungen im Gebiet der Finanzen half ihm laut Mead.
In seiner 2010 veröffentlichten Biografie Washington: A Life beschreibt Chernow das Leben von George Washington, worin er behauptet, dass Washingtons Großartigkeit nur dargestellt werden müsste, worin ihm Philander D. Chase zustimmt.
Chernows 2017 veröffentlichte Biografie Grant behandelt das Leben von Ulysses S. Grant. Er bietet eine positivere Bewertung seiner Präsidentschaft, die generell kritisiert wurde. Michael Burlingame sieht das Buch als so gut wie seine vorherigen Bücher.

## Veröffentlichungen
- The House of Morgan: An American Banking Dynasty and the Rise of Modern Finance (1990)
- The Warburgs (1993)
  - Die Warburgs: Odyssee einer Familie, Siedler 1994, 954 Seiten, ISBN 3-88680-521-2
- The Death of the Banker (1997)
- Titan: The Life of John D. Rockefeller, Sr. (1998)
  - John D. Rockefeller: Die Karriere des Wirtschaftstitanen, TM-Börsenverlag 2000, 252 Seiten, ISBN 3-930851-39-3
- Alexander Hamilton (2004)
- Washington: A Life (2010)
- Grant (2017)